# Liste des sites Natura 2000 de la Marne
Cet article recense les sites Natura 2000 de la Marne, en France.

## Statistiques
La Marne compte 27 sites classés Natura 2000. 22 bénéficient d'un classement comme site d'intérêt communautaire (SIC), 5 comme zone de protection spéciale (ZPS).

## Liste
| Site                                                                      | Type | Superficie (ha) | Fiche     | Coordonnées                      | Photo                        |
| ------------------------------------------------------------------------- | ---- | --------------- | --------- | -------------------------------- | ---------------------------- |
| Carrières souterraines de Vertus                                          | SIC  | +00011,         | FR2100340 | 48° 53′ 45″ nord, 3° 59′ 04″ est |                              |
| Étangs de Belval, d'Étoges et de la Grande-Rouillie                       | SIC  | +00280,         | FR2100335 | 48° 57′ 04″ nord, 4° 59′ 02″ est |                              |
| Étangs latéraux du Der                                                    | SIC  | +00307,         | FR2100333 | 48° 34′ 04″ nord, 4° 41′ 24″ est |                              |
| Forêt de Trois-Fontaines                                                  | SIC  | +03 326,        | FR2100315 | 48° 42′ 26″ nord, 4° 55′ 01″ est |                              |
| Landes et mares de Mesnil-sur-Oger et d'Oger                              | SIC  | +00102,         | FR2100267 | 48° 56′ 21″ nord, 4° 00′ 33″ est |                              |
| Landes et mares de Sézanne et de Vindey                                   | SIC  | +00097,         | FR2100268 | 48° 42′ 19″ nord, 3° 41′ 58″ est |                              |
| Marais d'Athis-Cherville                                                  | SIC  | +00055,         | FR2100286 | 49° 00′ 23″ nord, 4° 08′ 46″ est | Les marais d'Athis-Cherville |
| Marais et pelouses du Tertiaire au nord de Reims                          | SIC  | +00379,         | FR2100274 | 49° 16′ 19″ nord, 3° 51′ 14″ est |                              |
| Marais de Saint-Gond                                                      | SIC  | +01 592,        | FR2100283 | 48° 48′ 52″ nord, 3° 52′ 10″ est |                              |
| Marais de la Superbe                                                      | SIC  | +00276,         | FR2100285 | 48° 35′ 57″ nord, 3° 54′ 22″ est |                              |
| Marais de la Vesle en amont de Reims                                      | SIC  | +00466,         | FR2100284 | 49° 10′ 49″ nord, 4° 11′ 33″ est |                              |
| Massif forestier d'Épernay et étangs associés                             | SIC  | +02 847,        | FR2100314 | 48° 59′ 55″ nord, 3° 46′ 45″ est | L'étang neuf                 |
| Massif forestier de la montagne de Reims (versant Sud) et étangs associés | SIC  | +01 733,        | FR2100312 | 49° 05′ 31″ nord, 4° 02′ 44″ est |                              |
| Patis de Damery                                                           | SIC  | +00093,         | FR2100271 | 49° 05′ 15″ nord, 3° 51′ 34″ est |                              |
| Pelouses de la Barbarie à Savigny-sur-Ardres                              | SIC  | +00069,         | FR2100262 | 49° 15′ 17″ nord, 3° 48′ 32″ est |                              |
| Prairies d'Autry                                                          | SIC  | +00166,         | FR2100288 | 49° 15′ 04″ nord, 4° 48′ 29″ est |                              |
| Prairies, marais et bois alluviaux de la Bassée                           | SIC  | +00841,         | FR2100296 | 48° 32′ 20″ nord, 3° 41′ 45″ est |                              |
| Réservoir du Der-Chantecoq                                                | SIC  | +06 135,        | FR2100334 | 48° 34′ 05″ nord, 4° 46′ 46″ est | Le lac du Der-Chantecoq      |
| Savart du camp militaire de Moronvilliers                                 | SIC  | +01 511,        | FR2100256 | 49° 13′ 06″ nord, 4° 18′ 46″ est |                              |
| Savart du camp militaire de Mourmelon                                     | SIC  | +00408,         | FR2100258 | 49° 09′ 39″ nord, 4° 24′ 33″ est |                              |
| Savart du camp militaire de Suippes                                       | SIC  | +07 967,        | FR2100259 | 49° 11′ 08″ nord, 4° 38′ 29″ est |                              |
| Savart de la Tommelle à Marigny                                           | SIC  | +00286,         | FR2100255 | 48° 39′ 42″ nord, 3° 49′ 54″ est |                              |
| Étangs d'Argonne                                                          | ZPS  | +14 250,        | FR2112009 | 48° 57′ 39″ nord, 4° 57′ 00″ est |                              |
| Étangs de Belval et d'Étoges                                              | ZPS  | +00229,         | FR2112003 | 48° 57′ 00″ nord, 4° 59′ 00″ est |                              |
| Herbages et cultures autour du lac du Der                                 | ZPS  | +02 169,        | FR2112002 | 48° 34′ 04″ nord, 4° 41′ 24″ est |                              |
| Lac du Der                                                                | ZPS  | +06 536,        | FR2110002 | 48° 34′ 00″ nord, 4° 45′ 00″ est | Le lac du Der-Chantecoq      |
| Marigny, Superbe, vallée de l'Aube                                        | ZPS  | +04 527,        | FR2112012 | 48° 36′ 05″ nord, 3° 58′ 48″ est |                              |